# Иларион (Кириллов)
Архимандри́т Иларио́н (в миру Иван Андреевич Кири́ллов; 13 (24) ноября 1776, Воезерский погост, Воезерская волость, Каргопольский уезд, Олонецкая губерния — 21 марта (2 апреля) 1851, Тихвин, Новгородская губерния) — архимандрит Русской православной церкви, настоятель Коневского в честь Рождества Пресвятой Богородицы и Тихвинского Богородичного Успенского монастырей, духовный писатель.

## Биография
Образование получил в Спасо-Каргопольском и Хутынском монастырях, монашество принял в 1801 году, рукоположен во иеродиакона и иеромонаха. Исполнял должность письмоводителя и затем казначея, изучал богословские науки, историю и археологию.
Строитель Коневского монастыря. Преобразовал и дал ему новый устав. В 1807—1823 годах — настоятель Коневского монастыря.
С 1823 года — архимандрит Тихвинского Успенского монастыря.
По делам обители посещал Новгород, в частности в 1843 году побывал в Хутынском и Юрьевом монастырях, встречался с архиереем и А. А. Орловой-Чесменской, которая помогала Тихвинскому монастырю.

## Сочинения
Ему принадлежит ряд небольших сочинений, касающихся иноческой жизни, а также несколько «слов».
- Взаимные должности общего монашеского жития. — 1816.
- Душевное врачество. — 1817.
- Полезные напоминания иноку в начале его подвигов. — 1822.
- Рассуждение о видениях.
- Устав общежительного монастыря, уставоположение для скита Коневского и устав коневским уединенным пустынникам. — 1824.
- Служба, житие и слово похвальное преподобному Арсению Коневскому чудотворцу. — СПб., 1815.
- Служба Божией Матери Коневской и сказание о чудотворной её иконе.
- Служба преподобным Сергию и Герману, Валаамским чудотворцам, и слово на память сих преподобных. — 1817.
- Корнилий, столетний старец Коневский.